# Petra Frey
Petra Frey (Wattens; 27 de junio de 1978) es una cantante austriaca. Ella representó a Austria en el Festival de la Canción de Eurovisión en 1994 con la canción "Für den Frieden der Welt" (Por la Paz del Mundo), que terminó en 17º puesto con 19 puntos.

## Discografía
- Bloß Träume im Kopf (1993)
- Hey Du (1995)
- Liebst Du mich (1996)
- Küß mich (1998)
- Heiss und Kalt (1999)
- Geboren um Dich zu lieben (2001)
- Das ist mein Leben (2002)
- Freyheiten (2004)
- Göttlich Weiblich (2007)
- Selbstbewusst (2008)
- Feuer und Eis (2009)
- Einfach Frey (2011)